# Jasper (Arkansas)
Jasper è una città (city) e capoluogo della contea di Newton nello Stato dell'Arkansas, negli Stati Uniti d'America. La popolazione era di 466 persone al censimento del 2010. Fa parte dell'area statistica micropolitana di Harrison.

## Geografia fisica
Jasper è situata a 36°00′31″N 93°11′08″W (36.008558, -93.185660).
Secondo lo United States Census Bureau, ha un'area totale di 0,5 miglia quadrate (1,3 km²).

## Società

### Evoluzione demografica
Secondo il censimento del 2000, c'erano 498 persone.

### Etnie e minoranze straniere
Secondo il censimento del 2000, la composizione etnica della città era formata dal 99,98% di bianchi, lo 0,01% di nativi americani, lo 0,01% di altre razze, e lo 0,00% di due o più etnie. Ispanici o latinos di qualunque razza erano lo 0,00% della popolazione.